# شحرة (بعدان)

تعديل مصدري - تعديل

شحرة محلة تابعة لقرية بيت امير الدين، التابعة لعزلة الحيث بمديرية بعدان إحدى مديريات محافظة إب في الجمهورية اليمنية، بلغ تعداد سكانها 48 حسب تعداد اليمن لعام 2004.